# Euskadi (equipo ciclista 1994-2012)
El Euskadi (Euskadi-Petronor o Euskaltel-Euskadi por razones de patrocinio; código UCI: EUS) fue un equipo ciclista español profesional de categoría UCI ProTeam, propiedad de la Fundación Euskadi.
Fue el segundo equipo con el patrocinador que más años llevaba en las carreteras en todo el mundo: Euskadi (19 temporadas en 2012), por detrás del Lotto (con 26 temporadas en 2012), siendo además el equipo en activo que más años mantuvo su mismo nombre (15 años en 2012). Fue equipo UCI ProTeam (máxima categoría del ciclismo profesional) desde la creación de dicha división en 2005. También participó en algunas carreras del Circuito Continental sobre todo las españolas.
La singularidad del Euskaltel-Euskadi radicó en que todos sus corredores eran originarios del País Vasco, Navarra o País Vasco francés (zona denominada Euskal Herria) o habían formado parte de las categorías inferiores de algún equipo de los territorios antes mencionados. Sin embargo, debido a la escasez de resultados (8 victorias en 2012) y con los cambios implantados por la UCI, donde para que un equipo pertenezca a la máxima categoría se toman en cuenta los puntos obtenidos en los dos años precedentes de los mejores ciclistas contratados para la temporada siguiente, Igor González de Galdeano y la empresa Euskaltel decidieron cambiar la filosofía del equipo y contratar ciclistas de otras regiones de España y extranjeros que aportaran puntos, ante la posibilidad de quedar fuera del UCI WorldTour. Debido a ello a partir de 2013, la Fundación Euskadi quedó apartada del nuevo proyecto del equipo, haciéndose cargo del presupuesto y gestión la empresa de telecomunicaciones Euskaltel que prometió destinar casi 40 millones de euros durante las siguientes 4 temporadas.
El mánager general fue Miguel Madariaga aunque también dirigió el equipo Igor González de Galdeano durante unos años, mientras que la dirección deportiva corría a cargo de Julián Gorospe y posteriormente también del propio Igor González de Galdeano. Los directores auxiliares fueron Gorka Gerrikagoitia, Josu Larrazabal Jon Odriozola e Iñaki Isasi entre otros.
Sus principales patrocinadores fueron Euskaltel y las administraciones vascas: el Gobierno Vasco (bajo la marca Euskadi) y las Diputaciones Forales de Vizcaya, Guipúzcoa y Álava.
Debido a que estaba dentro de la Fundación Euskadi tuvo un equipo filial de categoría Continental, el Orbea, donde terminan su formación antes de debutar en el primer equipo sus jóvenes valores. Asimismo, contó con un equipo sub-23 propio, el Naturgas Energía, y también con cuatro equipos sub-23 convenidos: tres vascos y uno navarro. También ha patrocinado individualmente a ciclistas de otras disciplinas como es el caso de Josetxu Pedrosa en el ciclismo adaptado.

## Historia del equipo

### Inicios

#### Creación
La historia del equipo se remonta al paso del Tour de Francia por la localidad de Lourdes en 1992. Aquel día, José Alberto Pradera (entonces diputado general de Vizcaya) y Miguel Madariaga (mánager del equipo aficionado Beyena) iniciaron un plan para la creación de un equipo ciclista vasco profesional.
El 17 de junio del año 1993 se creó bajo el nombre de Fundación Ciclista de Euskadi, una fundación privada con personalidad jurídica propia y con independencia de actuación, sin ánimo de lucro, con la intención de fomentar, promocionar y divulgar el ciclismo y la cantera vasca. Según se detalla en sus estatutos, podrán correr en el equipo ciclistas nacidos en los territorios históricos de Vizcaya, Guipúzcoa, Álava o Navarra, o aquellos ciclistas foráneos que hayan militado en categorías inferiores en un equipo de alguno de los territorios antes mencionados (valgan como ejemplo Íñigo Cuesta o Samuel Sánchez). En el Tour de ese año, Pradera y Madariaga sondearon a varios ciclistas profesionales (Pello Ruiz Cabestany entre otros) para que integraran, junto a jóvenes procedentes de aficionados, la primera plantilla del equipo para 1994; asimismo, se llegó a un acuerdo con Txomin Perurena para que fuera el director deportivo del equipo. Se distribuyeron 25.000 cartas entre particulares y empresas con el objetivo de reunir apoyo para el proyecto, y pese a la buena acogida de la iniciativa, fue difícil recaudar fondos para el proyecto. Pese a ello y con apenas 5000 socios de la Fundación y el apoyo de un reducido número de empresas, el equipo comenzó a rodar.

#### El Euskadi de Txomin Perurena
En 1994 dio sus primeras pedaladas el equipo profesional con el nombre Euskadi. La equipación en los primeros años constaba de un culote negro y un maillot tricolor (rojo, verde y blanco) con los colores del icono de la Fundación, que coinciden con los de la ikurriña.
La primera victoria del equipo la conquistó en 1994 Agustín Sagasti, al ganar el sector matinal de la quinta etapa de la Vuelta al País Vasco: Sagasti hizo alrededor de ochenta kilómetros escapado, hasta llegar victorioso al Santuario de Loyola.
Pronto la deuda del equipo ascendía a diez millones de pesetas. Tras la salida de Pradera de la Diputación Foral de Vizcaya, el equipo corrió el riesgo de desaparecer. En 1995, con el equipo al borde de la bancarrota y Madariaga cerca de la cárcel por las deudas del equipo, la Diputación vizcaína acordó conceder un crédito puente al equipo, gracias al cual el equipo logró sobrevivir. Pese a la dramática situación, los patrocinadores desde la fundación del proyecto (Etxeondo, Astore, Insalus, Orbea, etc.) mantuvieron su fidelidad al proyecto.
A mediados de la temporada de 1997, el equipo volvió a una peligrosa situación económica incluso llegando a no pagar los sueldos a sus empleados.

### Llegan Euskaltel y Gorospe
El 17 de junio de 1997, la junta de la compañía telefónica vasca Euskaltel aprobó su ingreso como patrocinador del equipo ciclista, con una aportación de 26 millones y medio de pesetas. En la Vuelta a España de ese año, el equipo lucía ya los colores de su nuevo patrocinador. En sus primeros tiempos con Euskaltel como patrocinador, el equipo tuvo un nuevo maillot, de color azul y con el número 050 de Euskaltel como elemento destacado. Gracias al patrocinio de Euskaltel, el equipo logró una estabilidad financiera hasta entonces utópica, y el equipo pasó a llamarse Euskaltel-Euskadi, nombre que se mantiene en la actualidad. Poco después, el color predominante del maillot pasaría al naranja. En 1998 se contrató a Julián Gorospe como nuevo director deportivo; bajo su dirección en los siguientes nueve años el equipo experimentó una profunda transformación, pasando de ser uno de los equipos más modestos a convertirse en miembro del UCI ProTour y un equipo fijo en el Tour de Francia, el sueño fundacional del equipo.

#### 1999-2000: primeras victorias en la Vuelta
La primera victoria de Euskaltel-Euskadi en una gran vuelta llegó en 1999, cuando Roberto Laiseka, quien llevaba en el equipo desde su fundación, logró ganar la 19.ª etapa, con final en el Alto de Abantos, de la Vuelta a España. En el año 2000 llegó la segunda victoria en una grande, otra vez de la mano de Laiseka en una etapa de montaña de la Vuelta, la etapa 11.ª, con final en Ordino-Arcalís además concluyendo en sexto lugar en la clasificación general.

#### 2001-2002: estreno en el Tour: un sueño cumplido
Debido a los recientes éxitos, en 2001 fue uno de los cinco equipos invitados por la organización del Tour de Francia (que se sumaban a los 16 clasificados automáticamente por su posición en la clasificación de la UCI), culminando el objetivo por el que fue creado el equipo: participar en la carrera más prestigiosa del calendario ciclista. En el año de su debut en la ronda gala, el equipo consiguió ganar la 14.ª etapa, otra vez con Laiseka, en una etapa de alta montaña con meta en Luz-Ardiden (fue la única etapa ganada por un corredor español en esa edición). Además, Íñigo Chaurreau fue 12.º en la clasificación general, logrando estar cerca de los hombres más fuertes de la carrera. En 2002 el equipo fue nuevamente invitado al Tour de Francia, aunque terminó su participación sin victorias.

#### Confirmación y estreno ProTour

##### 2003

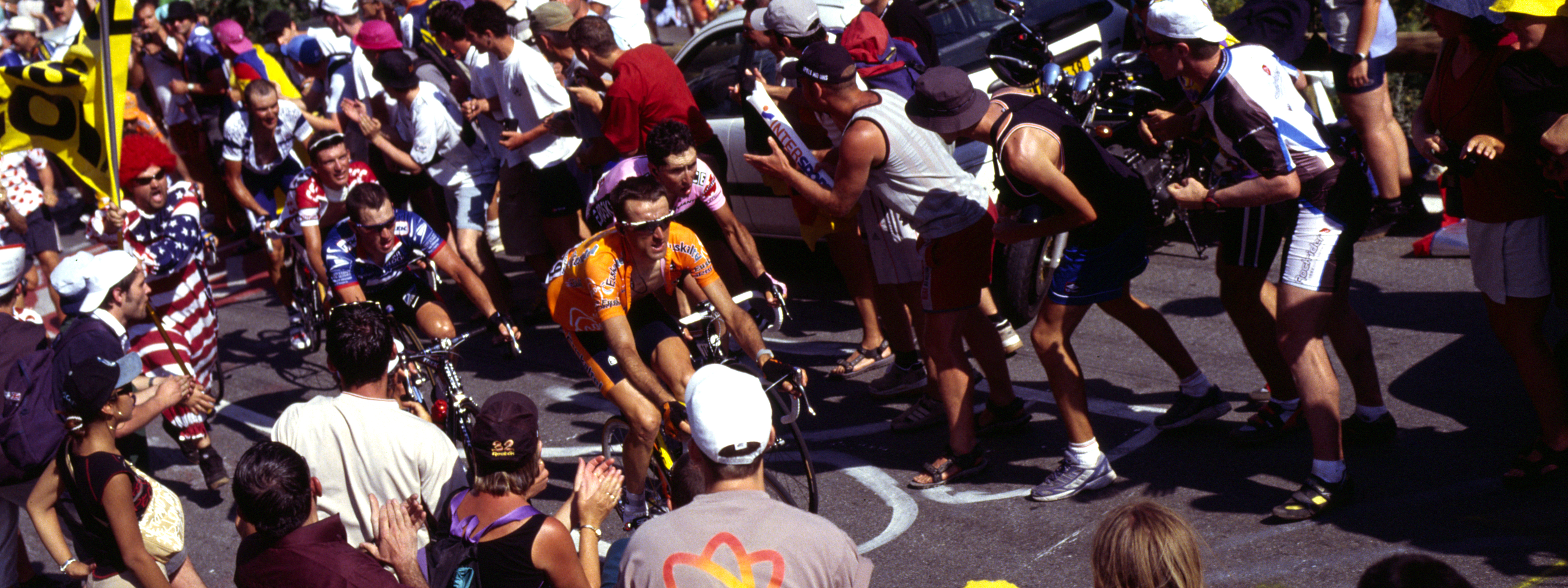
Zubeldia y Laiseka junto a Armstrong, Beloki, Hamilton y Basso en Alpe d'Huez, el día que ganó Mayo (ya escapado).

2003 fue uno de los mejores años del equipo. En abril, Iban Mayo ganó la general y tres etapas de la Vuelta al País Vasco y fue segundo en la Lieja-Bastoña-Lieja. En junio, después de ganar dos etapas de la Dauphiné Libéré, Mayo dio al equipo su segunda victoria de etapa en el Tour de Francia al ganar en el mítico Alpe d'Huez en la octava etapa. Además de esa victoria, el equipo tuvo una actuación destacada en la edición de ese año, logrando dos de sus ciclistas una buena posición en la clasificación general: Zubeldia quinto y Mayo sexto, que junto a la también buena actuación de Roberto Laiseka (decimoctavo) hicieron colocar al conjunto como tercero en la clasificación por equipos.
Además, al final de la temporada, en la Vuelta a España, Unai Etxebarría consiguió una victoria de etapa (haciendo doblete con David Etxebarría segundo) y Egoi Martínez ganó el Tour del Porvenir.

##### 2004
El casillero de victorias se estrenó pronto gracias a Unai Etxebarria y su victoria en el Trofeo Calvià de la Challenge de Mallorca, la primera carrera que disputó el equipo. Iban Mayo ganó en mayo la Clásica de Alcobendas, la Subida al Naranco y la Vuelta a Asturias. En la Dauphiné Libéré, Mayo ganó la general y dos etapas, tras su exhibición en la cronoescalada del Mont Ventoux, en la que sacó dos minutos a Lance Armstrong (en ese momento, pentacampeón del Tour). Sin embargo, ni el corredor ni el equipo realizaron un buen Tour de Francia, en parte debido a la caída en una etapa de la primera semana que se disputó sobre tramos de pavés, lo que provocó el abandono de Haimar Zubeldia en la segunda etapa de alta montaña y del propio Iban Mayo en el segundo día de descanso.

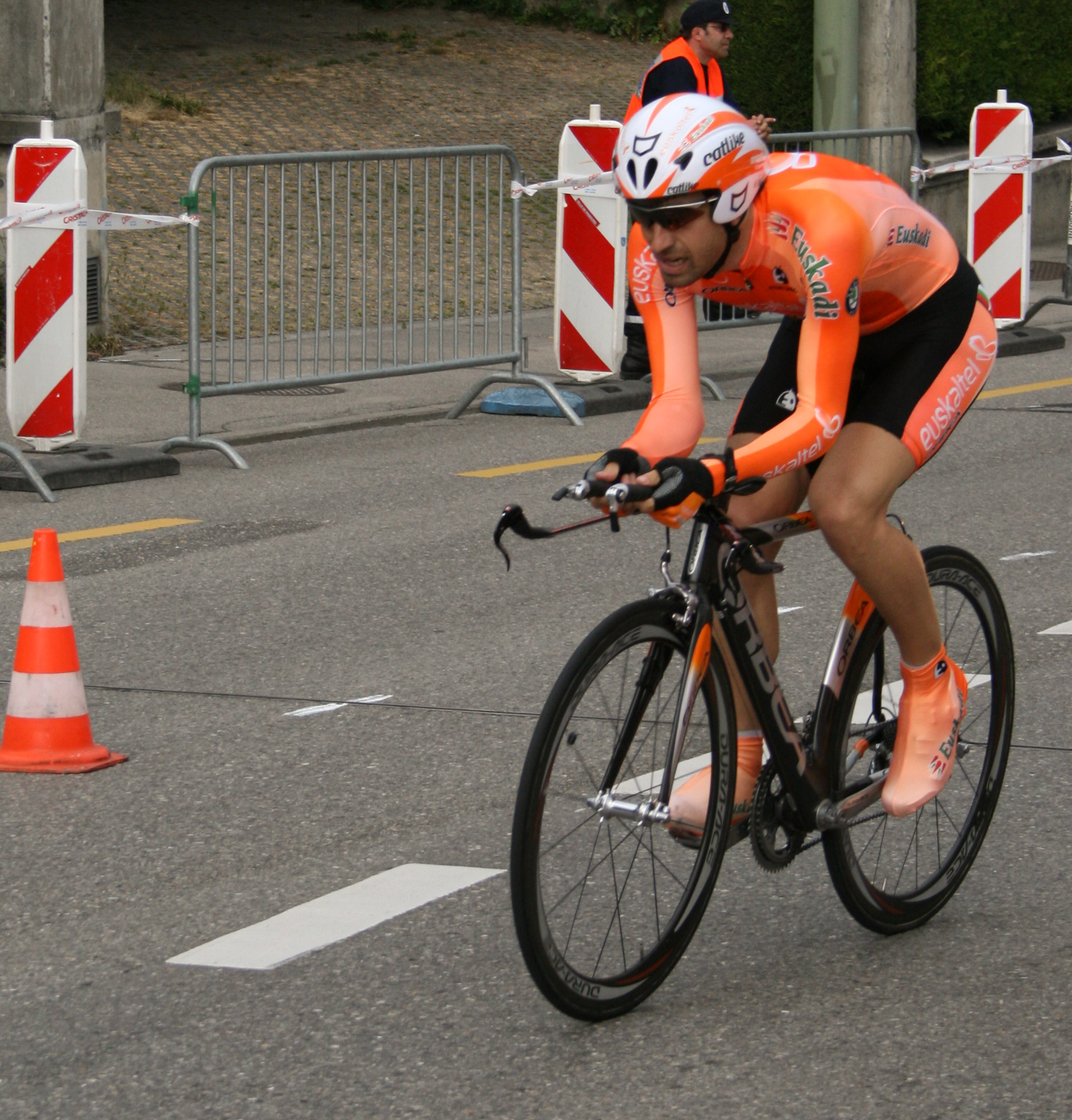
Íñigo Landaluze en pleno esfuerzo.

##### 2005
El conjunto debutó ese año en el Giro de Italia al ser miembro del UCI Pro Tour; sin embargo, no obtuvo resultados destacables en la ronda italiana.
El equipo ganó de nuevo la Dauphiné Libéré, esta vez con Íñigo Landaluze, quien logró ganar la prueba tras defender agónicamente el maillot amarillo en la última etapa, sin compañero de equipo alguno. En la otra gran prueba previa al Tour, la Vuelta a Suiza, Aitor González fue también el ganador de la general, tras adjudicarse la dura etapa final, siendo Roberto Laiseka ganador del premio de la montaña de esa prueba. Pese a los grandes resultados en las pruebas previas, el equipo hizo un mal Tour con un discreto decimoquinto puesto de Zubeldia en la general como lo más destacado.
Sin embargo, la escuadra tuvo una destacada actuación en la Vuelta a España, en la que ganaron dos etapas: Laiseka ganó en Cerler su tercera victoria en la Vuelta a España, y Samuel Sánchez logró la victoria en el Santuario de la Bien Aparecida, siendo además décimo en la general.
Por otra parte, 2005 fue también la temporada en la que se registraron más casos de dopaje en el equipo desde la creación del mismo. En primer lugar Landaluze dio positivo por testosterona tras ganar la Dauphiné Libéré (positivo que no se comunicó hasta el final del Tour, por lo que pudo correr la ronda francesa de ese año), siendo absuelto por el TAS a mediados de 2006 por un defecto de forma, a tiempo para correr el Tour 2006. En segundo lugar, Aitor González dio positivo por metiltestosterona en la Vuelta, siendo sancionado (tras un proceso de un año que enfrentó a la UCI con la RFEC y que también terminó en el TAS) con dos años de suspensión, circunstancia que motivaría su retirada.

### La era Galdeano

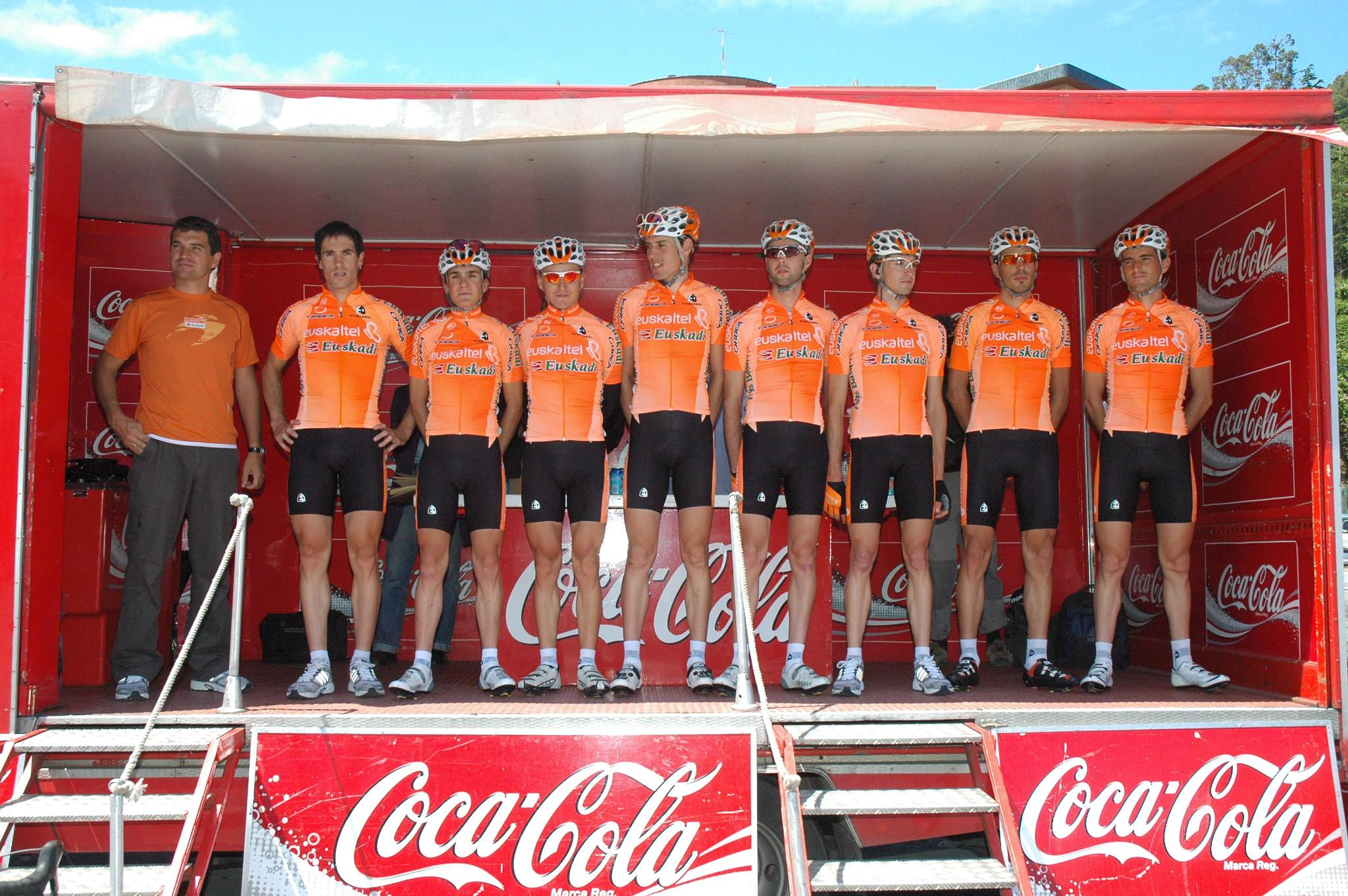
El equipo, con Galdeano a la izquierda.

El 1 de noviembre de 2005, se incorporó como nuevo secretario técnico del equipo Igor González de Galdeano, quien años atrás había debutado como ciclista profesional en el equipo. Galdeano fue contratado por Miguel Madariaga como máximo responsable deportivo del conjunto, iniciando un nuevo ciclo en la formación.

#### El final de Gorospe

##### 2006
Samuel Sánchez ganó dos etapas consecutivas en la Vuelta al País Vasco. Después, en el Giro de Italia, Laiseka tuvo un grave accidente, que tiempo después le obligaría a colgar la bicicleta.
Aunque Iban Mayo ganó una etapa en la Dauphiné Libéré, el Tour fue una decepción para el equipo con el abandono por una faringitis de Mayo, tras protagonizar una lamentable discusión con el cámara de la televisión francesa que le estaba grabando cuando se descolgaba del pelotón en la primera ascensión de la etapa, el Tourmalet, llegando incluso a insultarle en varias ocasiones.

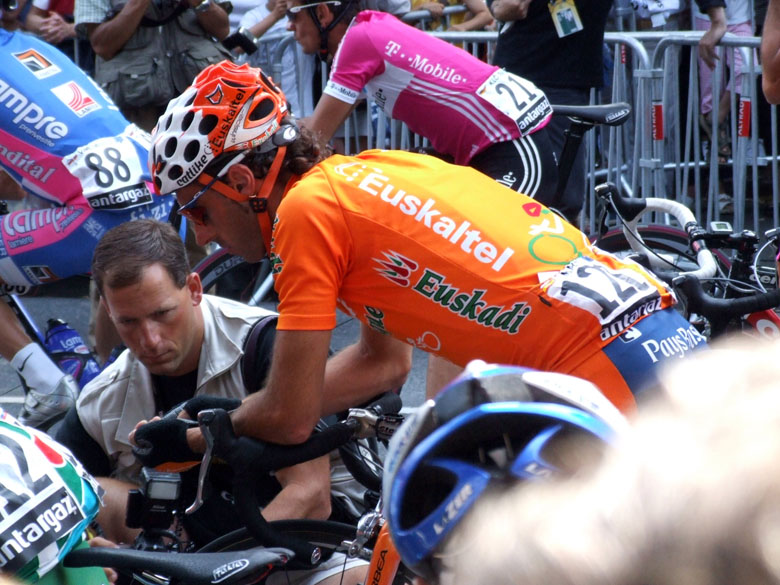
Iban Mayo en Tarbes, durante el Tour de Francia de 2006.

El equipo se supo sobreponer de la mala actuación en la ronda francesa primero con las victorias de Iban Mayo en la Subida a Urkiola y Vuelta a Burgos (una etapa y general) y después con una actuación destacada en la Vuelta a España, con dos victorias de etapa: Samuel Sánchez en Cuenca y un joven Igor Antón en Calar Alto. Además, Samuel Sánchez logró mejorar su posición en la general (séptimo). El propio Samuel Sánchez, logró otras importantes actuaciones al final de la temporada 2006: en el Campeonato Mundial, en Stuttgart, fue cuarto pese a correr como lanzador para Valverde (tercero y medalla de bronce) y poco después
se adjudicó el prestigioso G. P. de Zúrich, perteneciente al UCI ProTour. Esas buenas actuaciones en la Vuelta y en Zúrich le alzaron hacia el segundo puesto en la clasificación final del UCI ProTour de ese año.
No obstante, las victorias en el final de la temporada quedaron solapadas por temas extradeportivos, ya que a mediados de agosto se conoció que la junta directiva del equipo había decidido no renovar el contrato al director deportivo Julián Gorospe, que terminaba a finales de 2006, a propuesta del nuevo secretario técnico, Igor González de Galdeano. De hecho, el equipo apartó a Julián Gorospe para lo que restaba de temporada pese a tener contrato en vigor: no fue como director a la Vuelta, e incluso fue comentarista de ETB en la victoria de Samuel Sánchez en el G. P. de Zúrich tras la Vuelta. La marcha forzada de Gorospe ponía fin a un ciclo durante el cual el equipo había logrado pasar de ser un equipo modesto a convertirse en uno de los más potentes del pelotón.
Además, Iban Mayo no renovó su contrato y se marchó al Saunier Duval; sus malos resultados en los últimos años en el Tour de Francia y el grave deterioro de las relaciones entre la dirección del equipo y el corredor (Madariaga aseguró sentirse engañado) fueron los motivos que pusieron punto final a dicha asociación. El motivo esgrimido para explicar su marcha fue que el ciclista no quiso firmar el código ético interno del equipo, según el cual los corredores debían atenerse a los servicios médicos del equipo y renunciar a sus médicos particulares para evitar posibles casos de dopaje.

#### El bienio de Jon Odriozola
Dentro de la reestructuración puesta en marcha por Galdeano, Jon Odriozola pasó, de cara a 2007, del filial Orbea al Euskaltel-Euskadi como nuevo director deportivo del equipo.

##### 2007

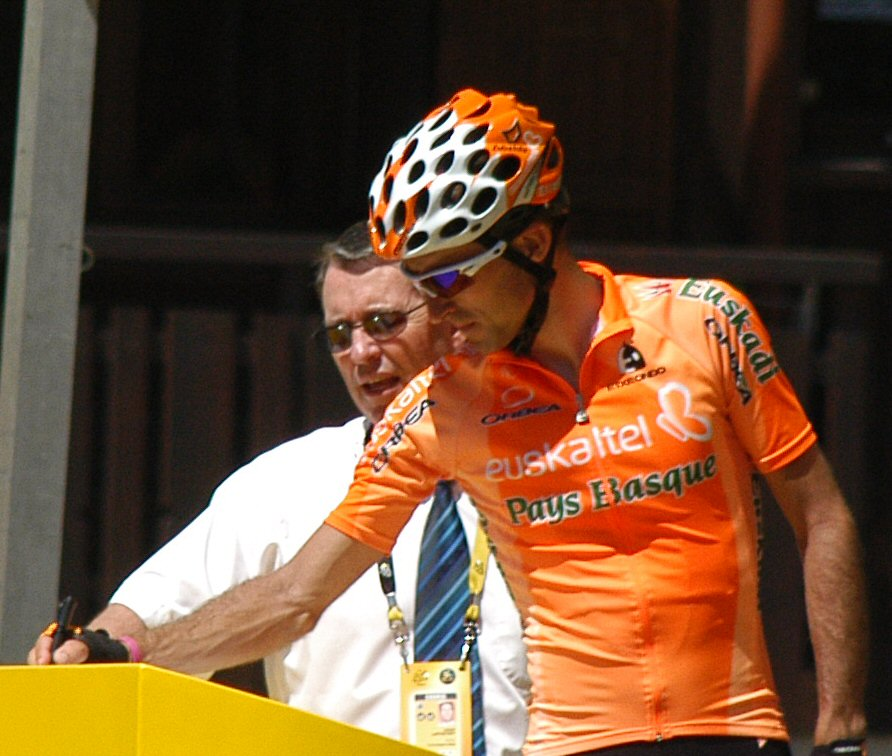
Haimar Zubeldia en el Tour de Francia 2007, donde fue 5.º en la general.

La primera victoria llegó en la primera carrera que disputó el equipo (Challenge de Mallorca), concretamente en el Trofeo Cala Minor, de nuevo a manos de Unai Etxebarria. Tras la primera victoria del esprínter Koldo Fernández de Larrea en una etapa de la Tirreno-Adriático, Samuel Sánchez ganó la contrarreloj final de la Vuelta al País Vasco, y subió al podio, siendo tercero en la general. Después, Igor Antón ganó una etapa en el Tour de Romandía. El equipo no obtuvo ningún resultado o prestación destacable en el Giro de Italia aunque durante las mismas fechas de la ronda italiana Samuel Sánchez logró una victoria en la Vuelta a Cataluña.
En el Tour de Francia, el equipo se mostró competitivo, logrando buenos puestos en la clasificación general con Zubeldia, quinto, y Astarloza, noveno. Además, el joven Amets Txurruka ganó el Trofeo de la Combatividad en la ronda francesa, siendo el primer corredor del equipo en subirse al podio de París.
De todas formas, el mejor momento de la temporada llegaría en la Vuelta a España, en la que Samuel Sánchez se convirtió en el primer ciclista de la historia del Euskaltel-Euskadi en subir al podio de la clasificación general de una gran vuelta, al ser tercero en dicha clasificación; además, logró tres victorias de etapa, redondeando una gran actuación. El equipo fue segundo en la clasificación por equipos en el que era hasta el momento su mejor resultado en una gran vuelta; en parte gracias al octavo puesto de Igor Antón que, por primera vez, se metió en el top 10 de una grande.

##### 2008
Este año fue la confirmación del esprínter Koldo Fernández de Larrea consiguiendo cinco victorias de etapa, aunque todas ellas en carreras menores: Vuelta a Murcia, Vuelta a Castilla y León, Euskal Bizikleta, Vuelta a Burgos y Tour de Vendée (en orden cronológico).
En la Vuelta al País Vasco, la prueba de casa para el equipo, ningún corredor de Euskaltel pudo obtener ninguna victoria de etapa y tampoco entrar en el podio de la general; sin embargo, Egoi Martínez fue el ganador de la clasificación de la montaña. En la Vuelta a Suiza, Igor Antón ganó una etapa, vistió el maillot amarillo de líder durante cuatro días y logró subir al podio final, quedando tercero en la general.

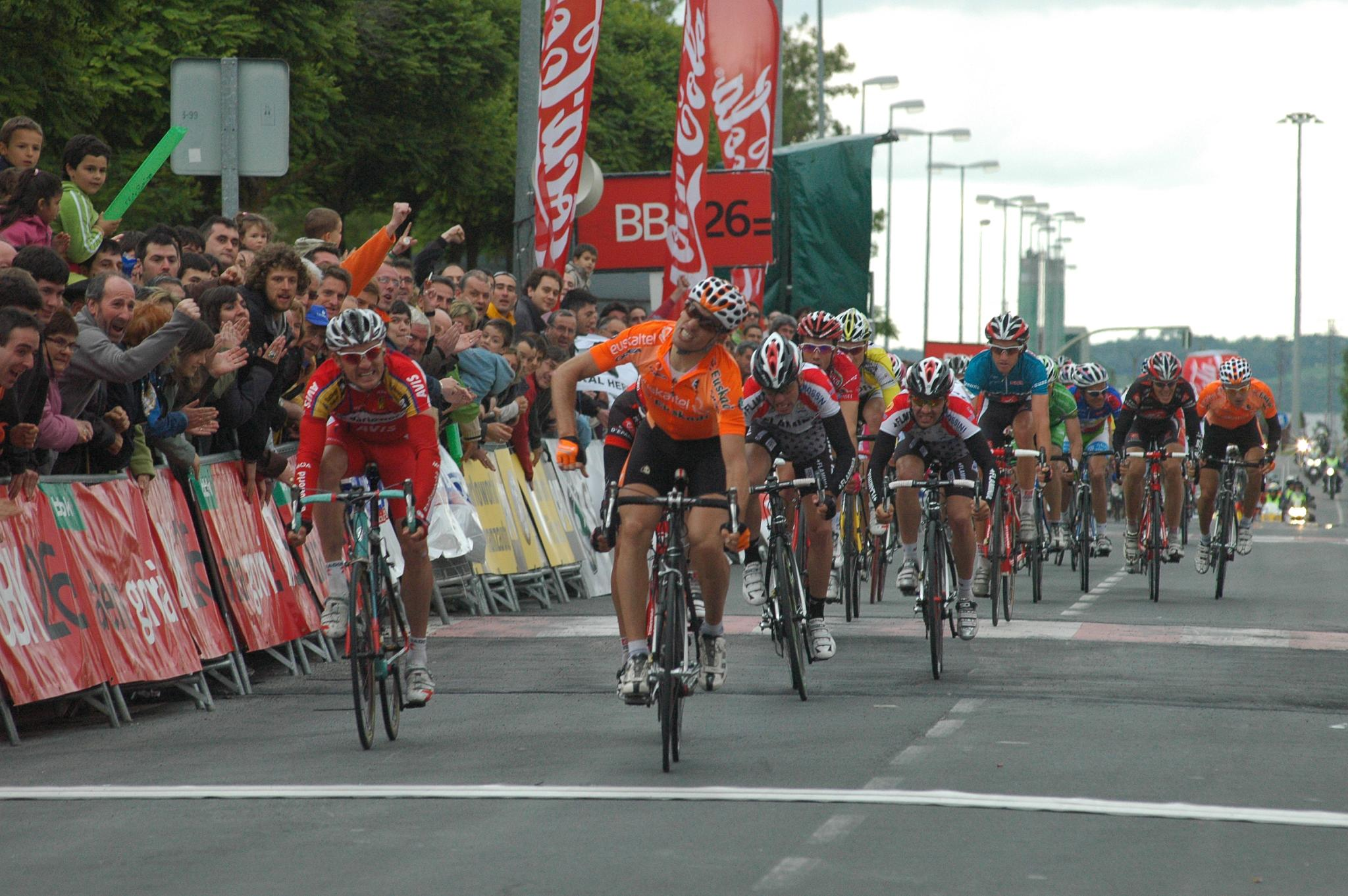
Koldo Fernández de Larrea venciendo al sprint en la Euskal Bizikleta 2008.

El equipo se centró en el Tour de Francia, al que acudió con Samuel Sánchez (quien renunció a las clásicas de primavera y la Vuelta a España, las carreras de sus grandes éxitos, para volver a la ronda gala tras varios años de ausencia), junto con Zubeldia, Astarloza, Txurruka y Egoi Martínez, entre otros. Samuel terminó séptimo en la clasificación general y fue segundo en la etapa con final en Alpe d'Huez (etapa en la que ganó Carlos Sastre, del equipo CSC-Saxo Bank, logrando el maillot amarillo). Egoi Martínez también había sido segundo en una etapa anterior. Finalmente el equipo quedó cuarto en la clasificación por equipos.
El 9 de agosto, Samuel Sánchez ganó la medalla de oro de ciclismo en ruta en los Juegos Olímpicos de Pekín 2008; acudía a dicho evento como miembro de la delegación española dirigida por Paco Antequera, junto a Alberto Contador, Carlos Sastre, Alejandro Valverde y Óscar Freire. Se trataba del mayor éxito hasta la fecha de un ciclista del Euskaltel-Euskadi, un oro olímpico, por lo que la escuadra con sede en Derio tomó el relevo al Quick Step de Paolo Bettini como equipo en el que militaba el campeón olímpico.

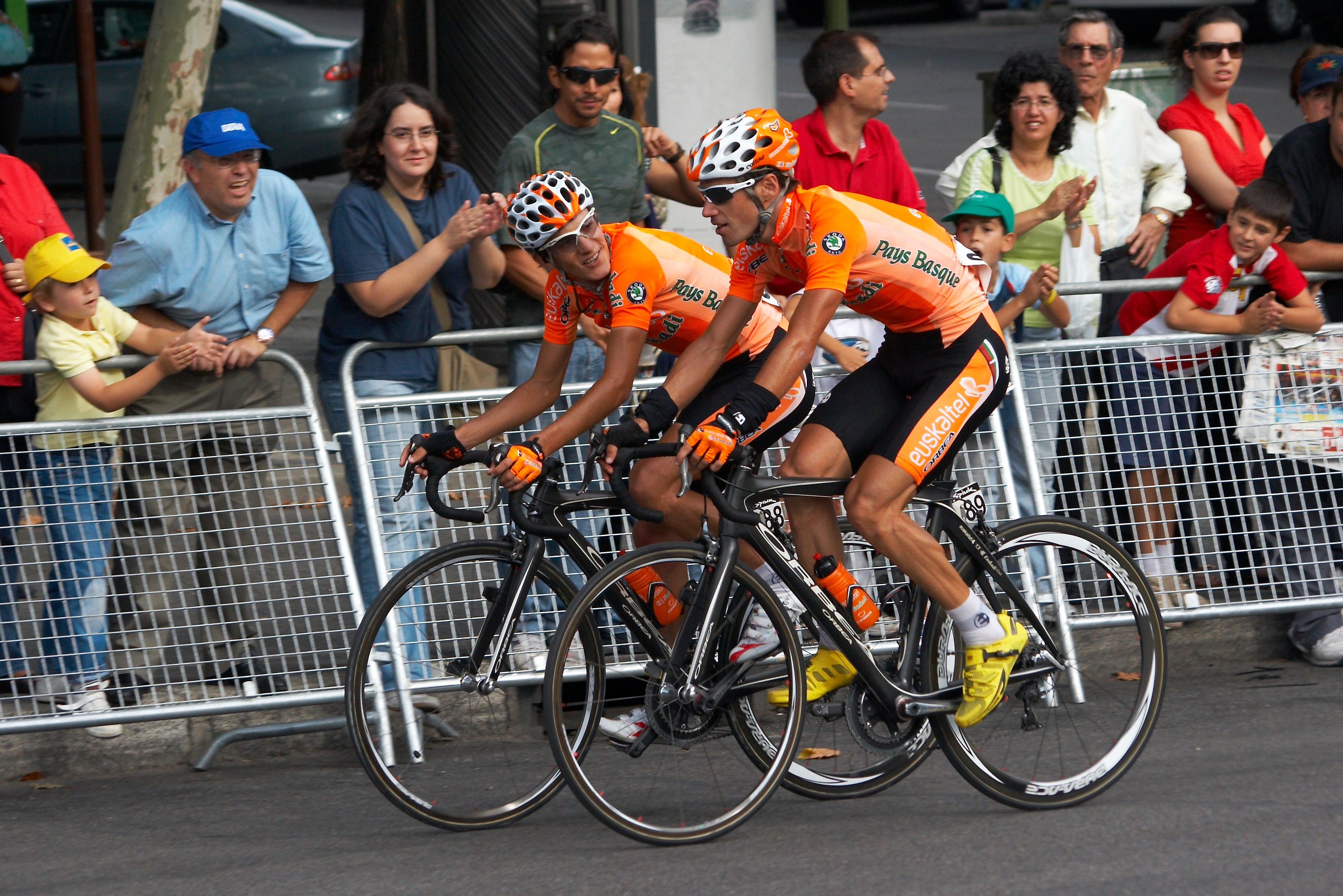
Txurruka y Velasco, aplaudidos en la última etapa de la Vuelta a España 2008, en Madrid.

El equipo acudió a la Vuelta a España sin el campeón olímpico Samuel Sánchez, puesto que su plan de preparación no incluía dicha cita en el calendario, al contrario que el Tour de Francia y los Juegos Olímpicos de Pekín, objetivos de Samu en 2008. La Vuelta a España arrancó bien para la formación al finalizar segundos (tras marcar el mejor tiempo en el punto intermedio) en la contrarreloj por equipos de Granada con la que se iniciaba la carrera, logrando así el mejor puesto en la historia de la escuadra en dicha disciplina. El líder del equipo para la Vuelta era Igor Antón, tras haber preparado la Vuelta a España como objetivo principal de su temporada 2008. Tras perder poco tiempo en la contrarreloj individual de Ciudad Real (ya que era el peor día para sus características de escalador), y haber estado con los mejores en las dos etapas pirenaicas, Antón era sexto en la general, cuando tuvo una caída descendiendo el alto de El Cordal, a pocos kilómetros del inicio de la subida al Angliru, puerto clave de aquella Vuelta a España, se fracturó la clavícula, viéndose obligado a abandonar. Por otra parte, Koldo Fernández de Larrea no pudo lograr la victoria en ninguna de las llegadas masivas. Sin embargo, el hecho más destacable para el equipo fue el maillot oro de líder la Vuelta a España que se enfundó Egoi Martínez en Sabiñánigo; se trataba de la primera vez que un corredor del Euskaltel-Euskadi era líder en una de las tres Grandes Vueltas. Tras cinco días con el maillot oro, Egoi Martínez cedió el liderato en la etapa con final en el Angliru (el día de la caída de Igor Antón), y terminó en el top ten de la general, siendo finalmente noveno. Asimismo, el equipo finalizó tercero en la clasificación por equipos de la Vuelta a España, igualando el puesto logrado un año antes.
El equipo anunció a final de temporada que Jon Odriozola (primero de los tres directores en carrera del equipo) no permanecería en el equipo, al no llegar ambas partes a un acuerdo para la extensión de su contrato. Además, Zubeldia no renovó su contrato y fichó para 2009 por el equipo Astana.
La de 2008 fue también la última temporada en la que la escuadra utilizó equipación ciclista de la histórica firma vasca Etxeondo (suministradora desde la fundación del equipo), pasando a partir de 2009 a utilizar ropa ciclista de la marca italiana Nalini, apareciendo en el maillot el nombre MOA, la casa matriz de la marca Nalini.

#### Galdeano como director deportivo
El equipo anunció que a partir de 2009 Igor González de Galdeano sería, además de adjunto al mánager como secretario técnico, el director deportivo principal, reafirmando su papel de jefe deportivo del equipo. Gorka Gerrikagoitia, Josu Larrazabal y Alex Díaz, por su parte, ejercerían como directores auxiliares del primero.

##### 2009

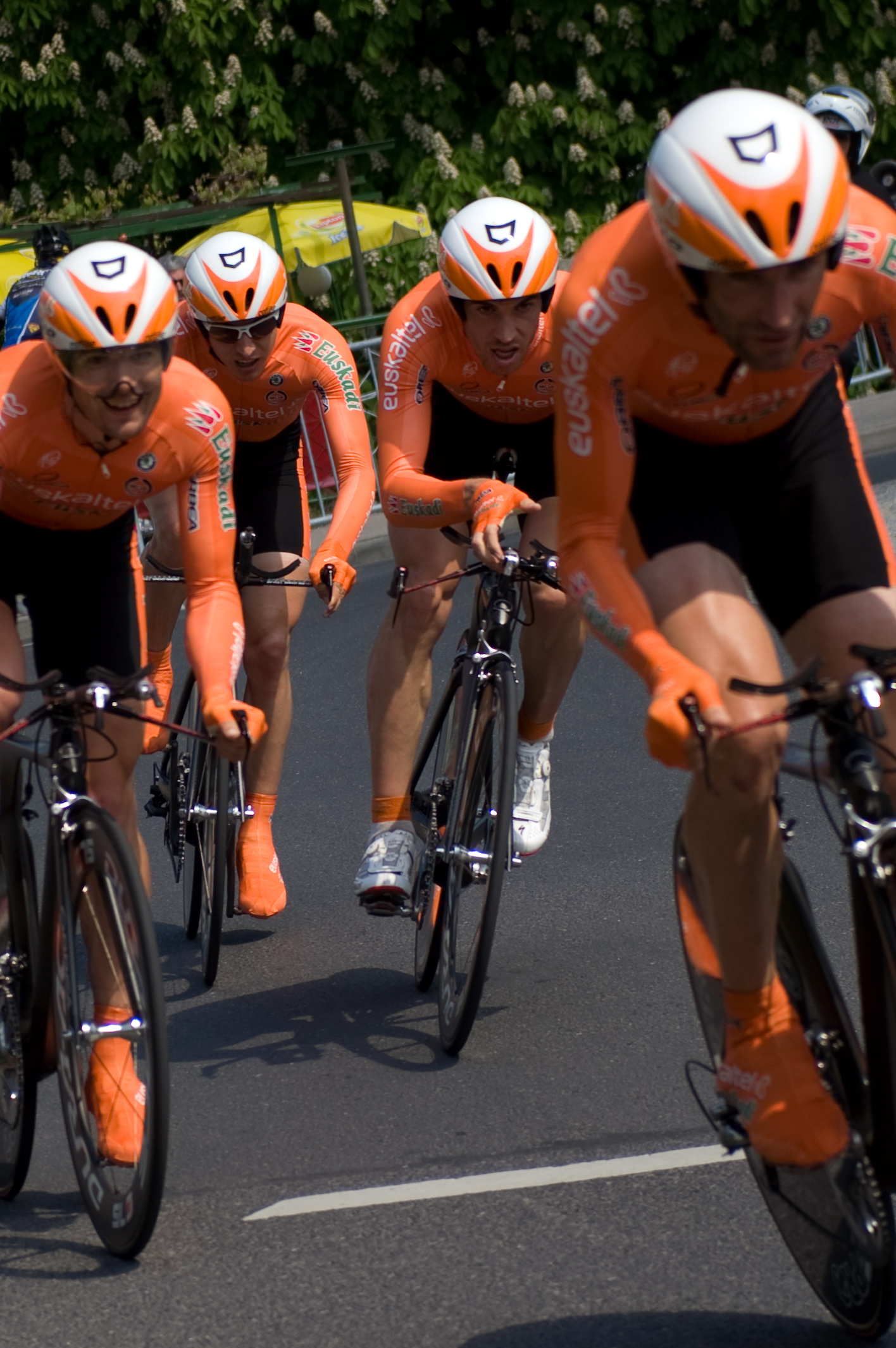
Corredores del equipo en la contrarreloj por equipos del Tour de Romandía 2009.

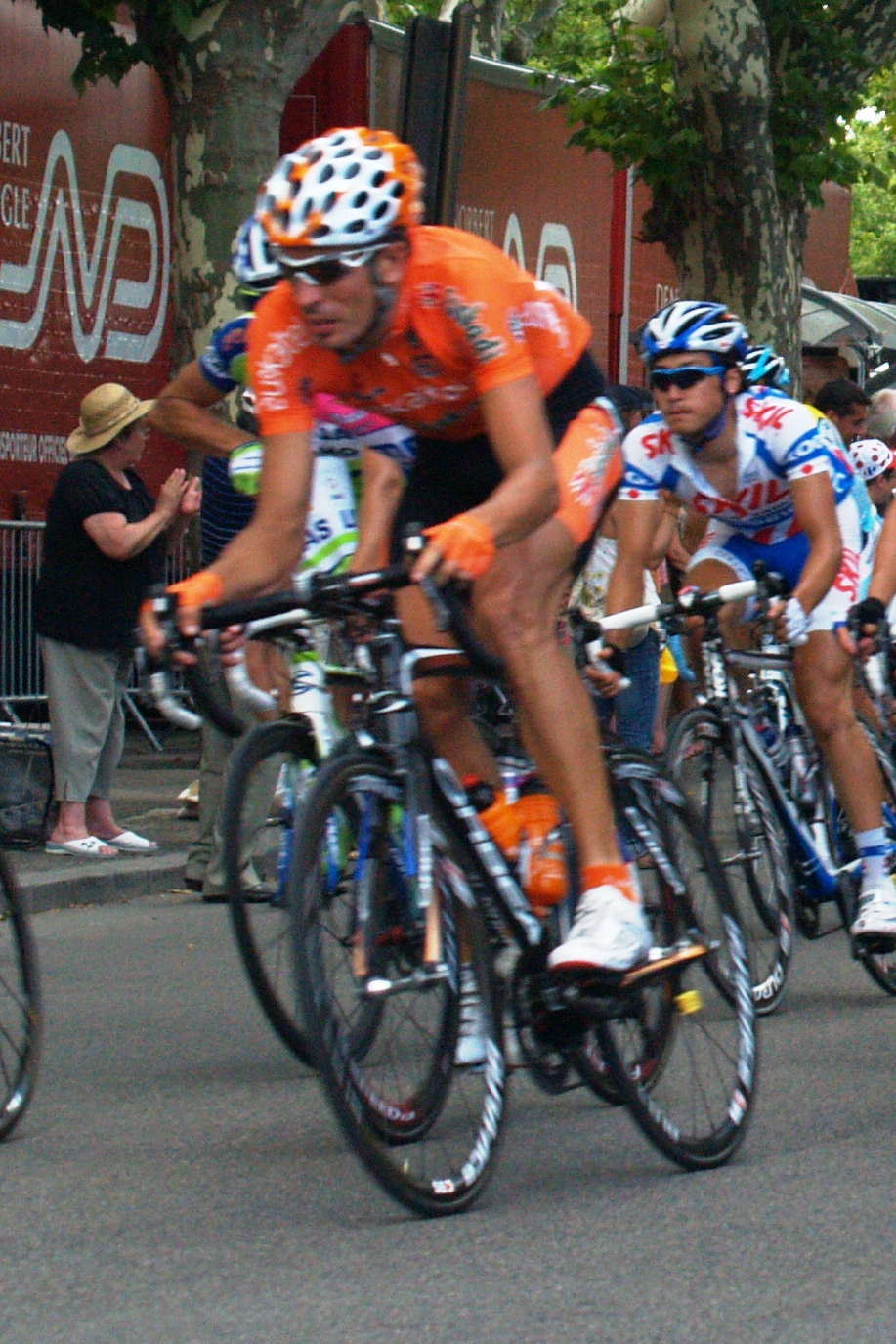
Astarloza, en la 3.ª etapa del Tour de Francia 2009.

La temporada se inició con el triunfo de Markel Irizar en la clasificación de la montaña del Tour Down Under (primera carrera del año del UCI ProTour y que corría el equipo) en Australia y poco después con la primera victoria de la temporada a manos de Koldo Fernández en la 2.ª etapa de la Vuelta al Algarve. En marzo, en la Tirreno-Adriático, Egoi Martínez consiguió el triunfo en la clasificación de la montaña.
En la Vuelta al País Vasco, uno de los grandes objetivos del equipo, Samuel Sánchez fue tercero en la clasificación general que ganó Alberto Contador (Astana); además se consiguieron buenos puestos en las clasificaciones secundarias como la victoria del propio Samuel en la clasificación de la regularidad, la victoria de Egoi Martínez en la clasificación de las metas volantes y los segundos puestos en la clasificación por equipos (a solo un segundo de los vencedores) y en la clasificación de la montaña a cargo de Aitor Hernández (a solo dos puntos del vencedor).
El equipo tuvo una buena actuación en junio en la Dauphiné Libéré, una carrera habitualmente preparatoria de cara a la Grande Boucle, con Mikel Astarloza quinto en la general final, tras una buena actuación que incluyó un ataque a los favoritos en el Izoard. Poco después Astarloza fue tercero en el Campeonato de España de ruta, logrando la medalla de bronce.
En el Tour de Francia, Astarloza, quien acudió a la ronda gala como el jefe de filas, ganó el 21 de julio la decimosexta etapa (segunda etapa alpina), con final en Bourg-Saint-Maurice, tras atacar a sus compañeros de fuga en los kilómetros finales. Se trataba de la mayor victoria del corredor y la tercera victoria de etapa del conjunto naranja en sus nueve participaciones en el Tour (donde no ganaba desde 2003, con Mayo en Alpe d'Huez). Asimismo, Egoi Martínez encabezó la clasificación de la montaña durante cuatro jornadas (finalmente fue segundo en esa clasificación), convirtiéndose en el primer ciclista del equipo en portar el maillot de lunares rojos. 
Finalmente Astarloza, quien llegó a ser noveno, fue decimoprimero en la clasificación general,
 tras ceder dos puestos en las tres últimas etapas, no logrando así el objetivo secundario de meterse entre los diez primeros.
Durante la ronda gala, exactamente el 17 de julio, la UCI anunció que Íñigo Landaluze había dado positivo por CERA en dos controles antidopaje, realizados el 7 y el 16 de junio (en la primera etapa de la Dauphiné Libéré y fuera de competición, respectivamente). Antes de dicho anuncio el corredor había sido apartado del equipo (no disputando el Campeonato de España) tras haber presentado anomalías (sin dar positivo) en la densidad de su orina en un control interno. Tras la noticia del positivo Landaluze emitió una nota en el que reconocía haberse dopado y eximía de culpabilidad al equipo, renunciando asimismo al contraanálisis y anunciando su retirada del ciclismo.
El 31 de julio la UCI anunció que Astarloza había dado positivo por EPO recombinante en un control antidopaje de orina realizado por el CSD el 26 de junio, pocos días antes del Campeonato de España de ruta y el comienzo de la ronda gala. El ciclista, apoyado por el equipo, pidió el contraanálisis. En caso de que se confirmara el positivo le serían retirados los logros alcanzados tras dicho control, por lo que la victoria de la decimosexta etapa del Tour pasaría así al segundo clasificado en dicha jornada: Sandy Casar (Française des Jeux).
 El 8 de septiembre la UCI comunicó al corredor que el contraanálisis había confirmado el positivo.
En la Vuelta a España Samuel Sánchez salió como uno de los grandes favoritos a la victoria final, aunque finalmente no logró ese objetivo al ser segundo en la general final, a 55 segundos de ganador Alejandro Valverde (Caisse d'Epargne), quien lució el maillot oro en el podio de Madrid acompañado de Samuel y del tercer clasificado, Cadel Evans (Silence-Lotto). Ni él ni ningún otro integrante del equipo consiguió una victoria de etapa, motivo por el cual las conclusiones de Samuel, que subía por segunda vez en su carrera al podio de la Vuelta, no fueron todo lo positivas que se cabrían esperar. Así, el asturiano se lamentó de la caída sufrida en la 8.ª etapa (con final en Aitana), que le hizo bajar su rendimiento en la siguiente etapa (con final en Xorret de Catí), así como de los cinco segundos que le separaron de la victoria de etapa en la contrarreloj de Toledo (en la que se impuso el especialista David Millar). Galdeano, por su parte, realizó un balance más optimisa y calificó de histórico el segundo puesto de Samuel (que era el mejor puesto en la general de la Vuelta de un ciclista del equipo en sus dieciséis temporadas de historia), aunque lamentó la oportunidad perdida y la ausencia de victorias de etapa.
En la última gran clásica del año, el Giro de Lombardía, Samuel Sánchez fue segundo tras ser superado en el sprint final por Philippe Gilbert (Silence-Lotto), con el que había llegado escapado a la meta de Como. Esos buenos resultados en la parte final de la temporada le auparon hasta el tercer puesto en la clasificación individual final del UCI World Ranking estrenado ese año, por detrás de Contador y Valverde.

##### 2010
Más luces que sombras, y Mikel Nieve
El año 2010 fue uno de los años más gloriosos para el Euskaltel-Euskadi, aunque también tuvo luces y sombras. El equipo consiguió en general, una temporada muy regular, comenzando en la Vuelta al País Vasco, consiguiendo la etapa reina de Arrate con Samuel Sánchez, y la tercera posición de Beñat Intxausti (que se mostró intratable en la última crono). Y el buen comienzo tuvo continuidad con Samu, ya que en la Grand Boucle consiguió un segundo puesto en Avoriaz, tras Andy Schleck, y el cuarto puesto en la general, que más tarde a causa del positivo de Alberto Contador y Denis Menchov, subió a la segunda posición. Se convertiría así en el primer y único podio en la Ronda Gala.
Más tarde, el propio Samu conseguiría la Clásica de Primavera en Amorebieta-Echano, y la general de la Vuelta a Burgos, con etapa incluida.
En la Vuelta a España, Igor Antón llegó como líder del equipo y lo demostró con su victoria en Valdepeñas de Jaén en la cuarta etapa, y en Andorra ganando la etapa 9. Aquel día, Antón se puso líder de la general de la Vuelta, pero no le iba a durar mucho. La desgracia llegó al equipo en la etapa 14, con final en Peña Cabarga. A pie de puerto, Antón sufrió una caída junto con Egoi Martínez, Rigoberto Urán y Marzio Bruseghin y se fracturó el codo, debiendo abandonar la Vuelta y ser operado en el Hospital de Cruces de Baracaldo. Era la segunda vez que Antón, teniendo oportunidad de hacer podio en la Vuelta, veía que esta se le esfumaba por una caída, ya que en 2008, cayó descendiendo el alto de El Cordal, camino al Angliru y se fracturó la clavícula izquierda. Fue el año de ganar una grande, el equipo estaba intratrable e Igor Antón era el único favorito para ganar la carrera, que después ganó Vincenzo Nibali. Pero el equipo supo rehacerse y consiguió la etapa 16, en el alto de Cotobello que fue la etapa reina de aquella edición, con un nuevo descubrimiento de 27 años llamado Mikel Nieve, atacando desde lejos junto a Amets Txurruka y Juan José Oroz. Sería una etapa importantísima para los futuros objetivos del equipo.

#### Marcha temporal de Galdeano

##### Gestación del nuevo proyecto
De cara a no pasar los apuros de los últimos años para mantenerse en el UCI ProTour, Igor González de Galdeano junto a la empresa Euskaltel prepararon un proyecto paralelo a la Fundación Euskadi. En él contarían con la mayor parte de corredores del equipo actual, sin embargo ficharían a una decena de corredores extranjeros (o no vascos) para ampliar el calendario y sobre todo que pudiesen aportar "puntos de mérito" para mejorar la calificación global del equipo ya que desde 2010 la categoría del equipo la determinaba una clasificación deportiva creada por la UCI basada en los resultados obtenidos por los 12 mejores ciclistas contratados para la temporada siguiente en los dos años precedentes, en el que solo los 15 primeros equipos de ese ranking tienen garantizada su puesto en la máxima categoría.
En este nuevo proyecto solo la empresa Euskaltel aportaría casi 40 millones de euros durante las próximas 4 temporadas lo que se aseguraría el futuro equipo. Hasta la fecha aportaba unos 6 millones cada 2 años.

##### Madariaga y excorredorres descontentos
El presidente de la Fundación Euskadi y durante muchos años mánager del Euskaltel-Euskadi, Miguel Madariaga, mostró su descontento por las formas en las que se gestó este proyecto no contando con él para nada. Posteriormente, tras diversas negociaciones, matizó esas declaraciones aunque declaró que el equipo tenía deudas por la falta de patrocinio del Gobierno Vasco que intentó paliar poniendo a la venta unas pulseras. Debido a esas deudas Madariaga pidió al nuevo proyecto que se hiciese cargo de ellas, ya no podía pagar las nóminas de noviembre y diciembre, a cambio del traspaso de los corredores con contrato en vigor y diverso material (autobuses, camiones...) y aunque finalmente dicho acuerdo se firmase fue muy por debajo de las pretensiones de Miguel logrando sacar adelante el resto de equipos para la temporada 2013 bajo mínimos (sin el patrocinio de Orbea y sin en principio colaboración con el nuevo Euskaltel Euskadi).
Por su parte, el 21 de septiembre de 2012, varios excorredores del Euskaltel-Euskadi (Markel Irizar, Beñat Intxausti, David López, Jonathan Castroviejo, Haimar Zubeldia, Iker Camaño y Koldo Fernández de Larrea) firmaron un comunicado en contra de la nueva gestión deportiva del Euskaltel-Euskadi. Estos corredores temieron que los extranjeros pudiesen quitar puestos en la plantilla a corredores vascos y así se limitase la opción de ser profesional para muchos de ellos.

## Equipos filiales

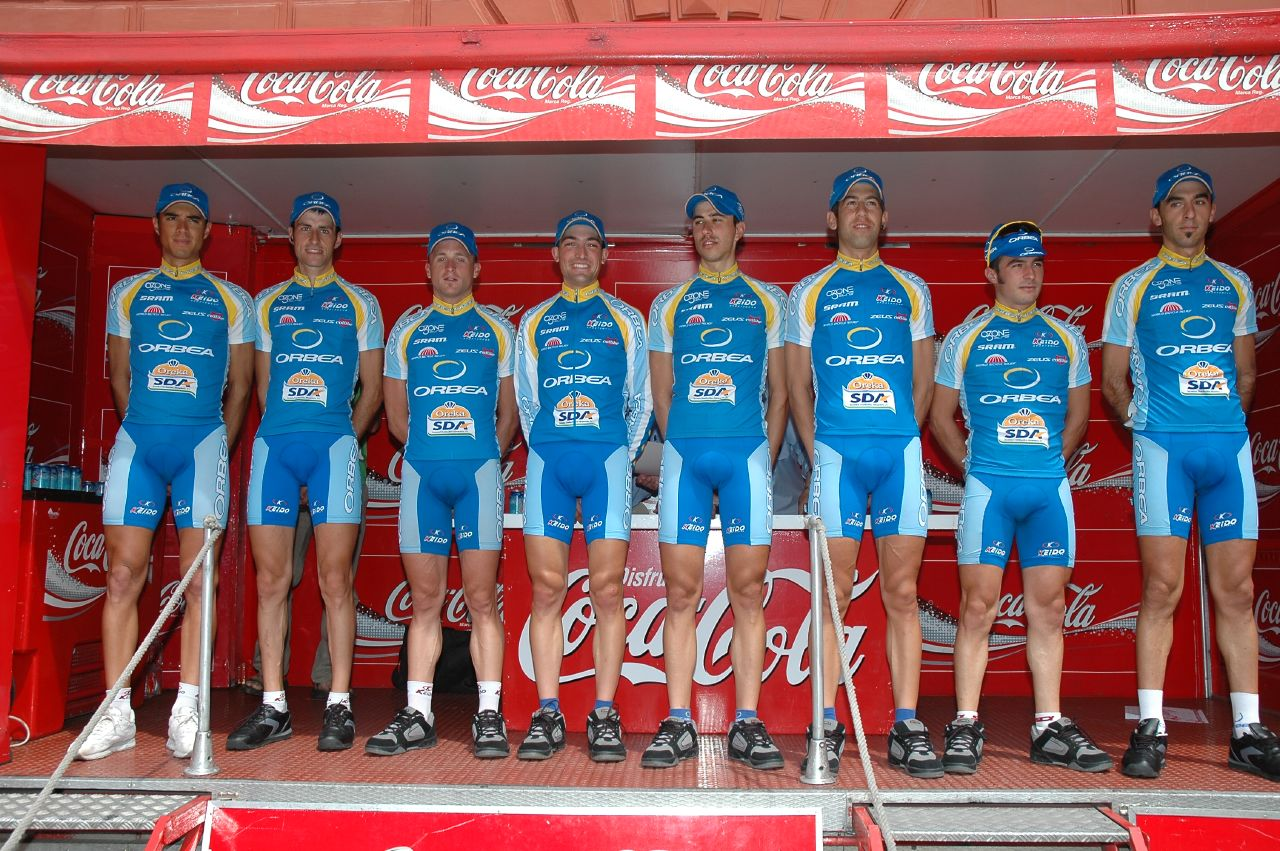
El equipo Orbea-Oreka en 2008.

### Orbea
La Fundación Euskadi tiene un equipo filial de categoría Continental, hasta el 2012 llamado Orbea. Las promesas de las cantera ciclista vasco-navarra que hayan destacado en categoría sub-23 y hayan sido contratados por la Fundación Euskadi realizan aquí la última fase de su formación antes de dar el salto al primer equipo, el Euskaltel-Euskadi, de categoría UCI ProTour.
Este equipo es el sucesor del histórico equipo Olarra (conocido como Olarra-Ercoreca u Olarra-Orbea), que ejerció como filial de la Fundación Euskadi durante muchos años, aunque era un equipo amateur sub-23, no Continental como el Orbea.

### Amateur sub-23
La Fundación Euskadi contrata para su equipo Continental Orbea Continental (para después pasar al primer equipo, el Euskaltel-Euskadi, de categoría UCI ProTeam) ciclistas provenientes del ciclismo amateur sub-23 vasco-navarro. Aunque cualquier corredor de dicha categoría puede ser contratado, tienen preferencia quienes provengan del Naturgas Energía o de los equipos convenidos.

#### Naturgas Energía
La Fundación Euskadi cuenta con un equipo sub-23, el Naturgas Energía, creado en colaboración con la Federación Alavesa de Ciclismo para la temporada 2008 con el objetivo de fomentar el ciclismo amateur en Álava, al ser ésta la única provincia vasca que no contaba con un equipo sub-23 independiente (el último, el Ruta Europa, había desaparecido en 2004).

#### Equipos convenidos
La Fundación Euskadi tenía, además del equipo propio Naturgas Energía en Álava, convenios con varios equipos amateur sub-23 independientes de las otras provincias vascas y de la Comunidad Foral de Navarra. Los equipos vascos y navarros amateur sub-23 convenidos eran los siguientes:
- Bidelan-Kirolgi (Guipúzcoa).
- Debabarrena (Guipúzcoa)
- Koplad Uni2 (Vizcaya)
- Caja Rural (Navarra)

Estos cuatro equipos convenidos eran independientes en su funcionamiento (es decir, no eran equipos filiales propios), aunque reciben apoyo y asistencia de la Fundación Euskadi en diversas áreas. A cambio, la Fundación Euskadi tenía un derecho preferente sobre los ciclistas de dichas escuadras amateur vascas y navarras.

#### Polémica con los equipos no convenidos
A finales de 2008, algunos equipos sub-23 vascos no convenidos se quejaron de que la Fundación Euskadi solo fichaba a ciclistas de su equipo sub-23 (Naturgas Energía) o de los equipos sub-23 convenidos, vetando a ciclistas de los equipos amateur sub-23 vascos y navarros no convenidos (entre los que se encontraban el Seguros Bilbao, el Café Baqué, el Azysa-Cetya-Viscarret o el Azpiru-Ugarte). El mánager general de la Fundación Euskadi y del Euskaltel-Euskadi, Miguel Madariaga, negó posteriormente dichas acusaciones, afirmando que la Fundación Euskadi fichaba a aquellos corredores que destacaban en categoría sub-23, fuesen de equipos convenidos o no, aunque tenían prioridad aquellos que provengan de uno convenido.
En 2010 el director del equipo, Igor González de Galdeano, afirmó que ya no existían equipos convenidos ya que según sus palabras: «No tenemos equipos convenidos. Eso nos dio problemas. Y quiero dejar claro que todo ciclista vasco, del equipo que sea, puede correr con nosotros». Zanjando las pasadas polémicas.
Sin embargo, las voces críticas respecto al trabajo de la Fundación no se apagaron y en una entrevista ofrecida a Deia a varios responsables sociedades ciclistas vizcaínas, uno de ellos, respecto a la pregunta de quien trabaja con la cantera, llegó a declarar que: «Te voy a decir quién no: Euskaltel-Euskadi y la Fundación. Viven de la cantera, pero nunca se han preocupado por ella. Y luego, cuando no hay profesionales vascos en primera línea, hablan de que no hay cantera y que la base está mal. A nosotros nos queda mucho por hacer, cosas que cambiar, corregir, pero ellos, simplemente, no han hecho nada, nunca.».

## Afición
Además de los socios de la Fundación Euskadi, el equipo cuenta con una amplia afición dentro de la sociedad vasca. La afición del equipo acostumbra a tener una presencia destacada en la Vuelta al País Vasco (la carrera de casa) y el Tour de Francia (sueño fundacional de la formación).
La afición del equipo se desplaza masivamente a los cercanos Pirineos para seguir el paso del Tour de Francia por dicha cordillera montañosa,
que suele constar de dos etapas. Esa afluencia masiva a los puertos pirenaicos para apoyar al equipo en la ronda gala se conoce como la marea naranja, debido al color del patrocinador Euskaltel, que es también el color destacado del maillot del equipo, y por tanto, de las camisetas, gorros y demás vestuario que suelen exhibir los aficionados en las cunetas al paso de la carrera. Estas concentraciones de gente han provocado en ocasiones (especialmente en la edición de 2005) algunos incidentes desagradables; desde la dirección del Tour, junto a las instituciones vascas, se ha animado a la afición a que siga acudiendo a seguir la carrera desde las cunetas, realizando especial hincapié en mantener una actitud deportiva y no violenta para evitar altercados o problemas como la invasión de la calzada.
Cada año, antes del Tour de Francia, el equipo suele distribuir entre sus socios la camiseta naranja diseñada para apoyar al equipo en la ronda francesa de ese año. Además, el equipo y su patrocinador principal, Euskaltel, lanzan habitualmente una campaña para distribuir esas camisetas naranjas entre el público general; en ocasiones, incluso el propio aficionado puede elegir el diseño de esta.

## Patrocinio

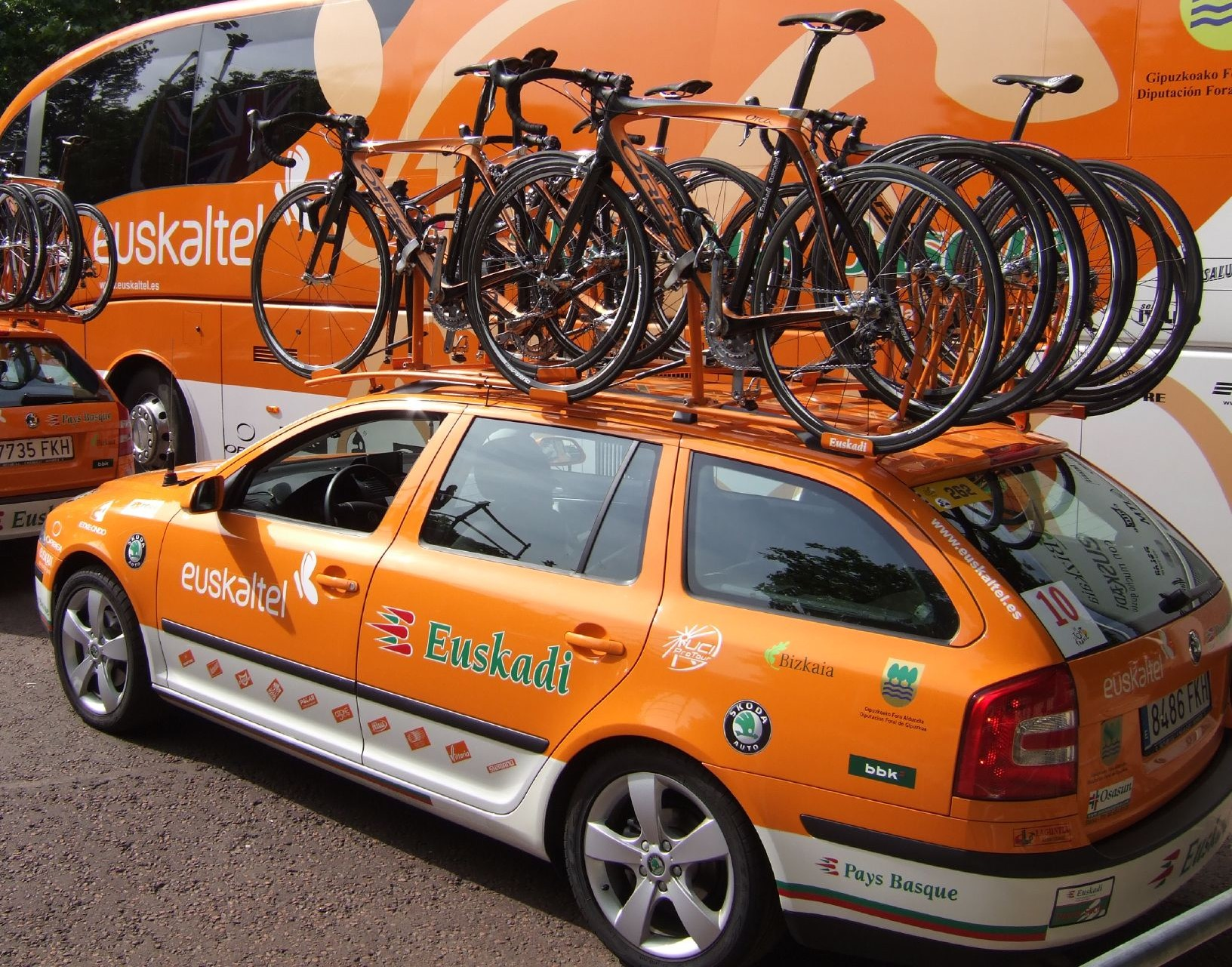
Vehículos del equipo.

Desde su creación, ha contado con las aportaciones vía cuota de los socios de la Fundación Euskadi. Sin embargo, la principal fuente de financiación es la de los patrocinadores, principalmente la compañía telefónica Euskaltel y las Administraciones vascas: el Gobierno vasco y las Diputaciones Forales de Vizcaya, Guipúzcoa y Álava. La Diputación vizcaína es, de las tres, la que más años lleva patrocinando a la formación ciclista: desde su creación.
Asimismo, el equipo cuenta con un grupo de pequeños patrocinadores que se mantienen fieles desde su primera temporada en 1994: Orbea (bicicletas), Astore (ropa deportiva) e Insalus (agua). También lo fue, hasta 2008 inclusive, Etxe-Ondo (ropa ciclista). El resto de patrocinadores ha sufrido más variaciones de una temporada a otra.

## Material ciclista
Estos son los proveedores del material ciclista utilizado por el equipo en la temporada en curso:
- Bicicletas: Orbea
- Componentes: Shimano
- Ruedas: Shimano
- Equipación: Bio-Racer
- Sillines: Selle Italia
- Cascos: Orbea

## Sede
La Fundación tiene su sede operativa en el antiguo seminario de Derio (Vizcaya). Dichas instalaciones acogen, además, otras actividades de la Fundación Euskadi, tales como el Aula Pedagógica de la Fundación (en funcionamiento desde 1998 y por la que cada año pasan más de 2500 escolares vascos) y la Escuela de BTT de Txorierri. Asimismo, es el lugar desde el que parte anualmente la Fiesta de la Bicicleta organizada por la Fundación.
La sede social de la Fundación Euskadi se sitúa en Bilbao (calle Iparraguirre, 46 - 1.º), junto a La Alhóndiga.

## Corredor mejor clasificado en las Grandes Vueltas
| Año  | Giro de Italia      | Tour de Francia      | Vuelta a España                 |
| ---- | ------------------- | -------------------- | ------------------------------- |
| 1994 | -                   | -                    | 29.º Peio Ruiz Cabestany        |
| 1995 | -                   | -                    | 70.º Íñigo González de Heredia  |
| 1996 | -                   | -                    | 28.º Iñaki Aiarzaguena          |
| 1997 | -                   | -                    | 27.º Ibon Ajuria                |
| 1998 | -                   | -                    | 7.º Álvaro González de Galdeano |
| 1999 | -                   | -                    | 14.º Íñigo Chaurreau            |
| 2000 | -                   | -                    | 6.º Roberto Laiseka             |
| 2001 | -                   | 12.º Íñigo Chaurreau | 11.º Iban Mayo                  |
| 2002 | -                   | 39.º Haimar Zubeldia | 5.º Iban Mayo                   |
| 2003 | -                   | 5.º Haimar Zubeldia  | 18.º Iker Flores                |
| 2004 | -                   | 26.º Iker Camaño     | 15.º Samuel Sánchez             |
| 2005 | 17.º Samuel Sánchez | 15.º Haimar Zubeldia | 10.º Samuel Sánchez             |
| 2006 | 35.º Iker Flores    | 8.º Haimar Zubeldia  | 7.º Samuel Sánchez              |
| 2007 | 68.º Markel Irizar  | 4.º Haimar Zubeldia  | 3.º Samuel Sánchez              |
| 2008 | 54.º Iván Velasco   | 6.º Samuel Sánchez   | 9.º Egoi Martínez               |
| 2009 | -                   | 42.º Egoi Martínez   | 2.º Samuel Sánchez              |
| 2010 | -                   | 2.º Samuel Sánchez   | 10.º Mikel Nieve                |
| 2011 | 10.º Mikel Nieve    | 5.º Samuel Sánchez   | 10.º Mikel Nieve                |
| 2012 | 10.º Mikel Nieve    | 17.º Egoi Martínez   | 9.º Igor Antón                  |

## Clasificaciones UCI
La Unión Ciclista Internacional elaboraba el Ranking UCI de clasificación de los ciclistas y equipos profesionales.
Hasta el año 1998, la clasificación del equipo y de su ciclista más destacado fue la siguiente:
| Año  | Clasificación por equipos | Mejor corredor en la clasificación individual | Posición |
| 1994 | ??                        | ??                                            | ??       |
| 1995 | 32.º                      | Íñigo Cuesta                                  | 223.º    |
| 1996 | 36.º                      | César Solaun                                  | 220.º    |
| 1997 | 34.º                      | César Solaun                                  | 121.º    |
| 1998 | 28.º                      | Álvaro González de Galdeano                   | 96.º     |

A partir de 1999 y hasta 2004 la UCI estableció una clasificación por equipos divididos en tres categorías (primera, segunda y tercera). La clasificación del equipo y de su ciclista más destacado fue la siguiente:
| Año  | Categoría | Clasificación por equipos | Mejor corredor en la clasificación individual | Posición |
| 1999 | Segunda   | 3.º                       | Roberto Laiseka                               | 83.º     |
| 2000 | Segunda   | 1.º                       | Haimar Zubeldia                               | 32º      |
| 2001 | Primera   | 17.º                      | David Etxebarria                              | 48.º     |
| 2002 | Primera   | 24.º                      | David Etxebarria                              | 49.º     |
| 2003 | Primera   | 13.º                      | Iban Mayo                                     | 10.º     |
| 2004 | Primera   | 15.º                      | Iban Mayo                                     | 23.º     |

A partir de 2005 la UCI instauró el circuito profesional de máxima categoría, el UCI ProTour, donde el equipo está desde que se creó dicha categoría. Las clasificaciones del equipo y de su ciclista más destacado son las siguientes:
| Año  | Clasificación por equipos | Mejor corredor en la clasificación individual | Posición |
| 2005 | 19.º                      | Aitor González                                | 43.º     |
| 2006 | 17.º                      | Samuel Sánchez                                | 2.º      |
| 2007 | 11.º                      | Samuel Sánchez                                | 9.º      |
| 2008 | 7.º                       | Mikel Astarloza                               | 11.º     |

Tras discrepancias entre la UCI y los organizadores de las Grandes Vueltas, en 2009 se tuvo que refundar el UCI ProTour en una nueva estructura llamada UCI World Ranking, formada por carreras del UCI World Calendar; y a partir del año 2011 uniéndose en la denominación común del UCI WorldTour. El equipo siguió siendo de categoría UCI ProTour.
| Año  | Clasificación por equipos | Mejor corredor en la clasificación individual | Posición |
| 2009 | 12.º                      | Samuel Sánchez                                | 3.º      |
| 2010 | 13.º                      | Samuel Sánchez                                | 10.º     |
| 2011 | 14.º                      | Samuel Sánchez                                | 7.º      |
| 2012 | 13.º                      | Samuel Sánchez                                | 9.º      |

## Palmarés destacado

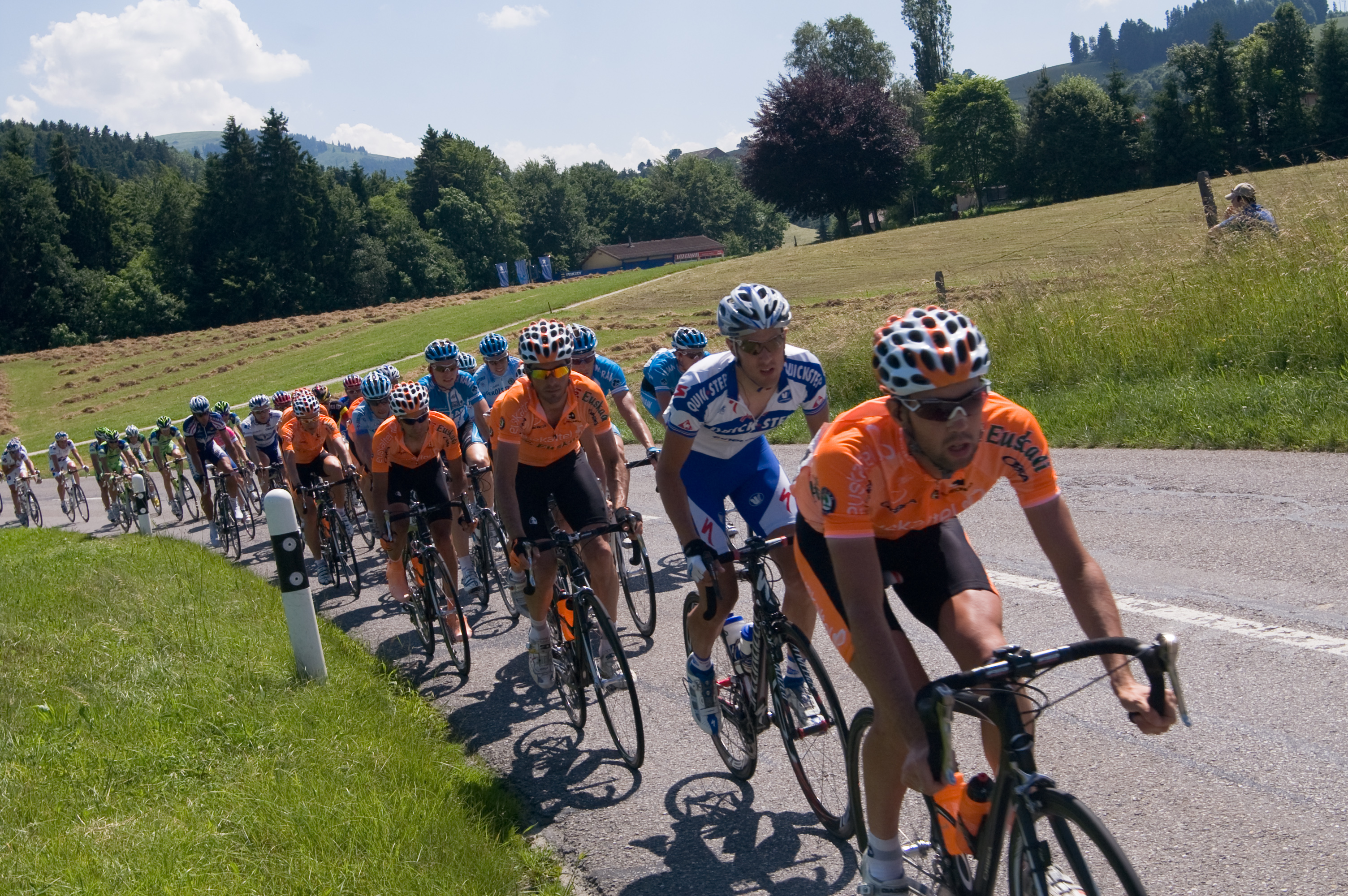
Euskaltel-Euskadi durante la Vuelta a Suiza 2008.

Para el palmarés completo, véase Palmarés del Euskaltel-Euskadi

### Grandes Vueltas
- Tour de Francia
  - 3 victorias de etapa
    - 2001: Roberto Laiseka (14.ª)
    - 2003: Iban Mayo (8.ª)
    - 2011: Samuel Sánchez (11.ª)

  - 1 segundo puesto 2010: Samuel Sánchez

- Giro de Italia
  - 3 victorias de etapa
    - 2011: Igor Antón (14.ª) y Mikel Nieve (15.ª)
    - 2012: Ion Izagirre (13.ª)

- Vuelta a España
  - 12 victorias de etapa
    - 1999: Roberto Laiseka (19.ª)
    - 2005: Roberto Laiseka (11.ª) y Samuel Sánchez (13.ª)
    - 2006: Samuel Sánchez (13.ª) e Igor Antón (16.ª)
    - 2007: Samuel Sánchez (15.ª, 19.ª y 20.ª)
    - 2010: Igor Antón (4.ª y 11.ª) y Mikel Nieve (16.ª)
    - 2011: Igor Antón (19.ª)

### Otras carreras
- Critérium de la Dauphiné Libéré
  - 2004: Iban Mayo
  - 2005: Íñigo Landaluze
- Vuelta a Suiza
  - 2005: Aitor González
- Campeonato de Zúrich
  - 2005: Samuel Sánchez
- Vuelta al País Vasco
  - 2003: Iban Mayo
  - 2012: Samuel Sánchez

### Campeonatos nacionales
- Campeonato de España Contrarreloj
  - 1996: Íñigo González de Heredia

### Juegos Olímpicos
- Campeonato Olímpico en Ruta
  - 2008: Samuel Sánchez

- En este listado se encuentran las victorias de etapa y generales en Grandes Vueltas, carreras de la Copa del Mundo y carreras del UCI ProTour (y sus posteriores denominaciones).

## Ciclistas destacados
Para las plantillas del equipo, véase Plantillas del Euskaltel-Euskadi
| - Íñigo Cuesta (1994-1995) - Íñigo González de Heredia (1994-1997) - César Solaun (1994-1997, 2002) - Álvaro González de Galdeano (1994-1998) - Roberto Laiseka (1994-2006) - Asier Guenetxea (1995-1996) - Igor González de Galdeano (1995-1998) - Igor Flores (1996-2002) - Alberto López de Munain (1996-2005) - Unai Etxebarria (1997-2007) | - Joseba Beloki (1998-1999) - José Alberto Martínez (1998-2003) - Haimar Zubeldia (1998-2008) - Mikel Artetxe (1999-2005) - Aitor Silloniz (1999-2005) - Iker Flores (1999-2006) - Iban Mayo (2000-2008) - Samuel Sánchez (2000-2013) - David Etxebarría (2001-2004) - Íñigo Landaluze (2001-2009) | - David Herrero (2002-2003, 2005-2006) - Egoi Martínez (2002-2005, 2008-2013) - Koldo Fernández de Larrea (2004-2011) - Igor Antón (2004-2013) - Aitor González (2005) - Mikel Astarloza (2007-2009, 2011-2013) - Mikel Nieve (2009-2013) - Jonathan Castroviejo (2010-2011) - Gorka Izagirre (2010-2013) - Ion Izagirre (2011-2013) |

- En este listado se encuentran los ciclistas que con el equipo consiguieron al menos: 2 victorias, 1 victoria de etapa en alguna Gran Vuelta, 1 carrera de un día de la Copa del Mundo o UCI ProTour (y sus posteriores denominaciones), 1 clasificación general de alguna vuelta por etapas o entre los 3 primeros de campeonatos (medallas) y clasificaciones UCI.